# خوسيه تايرا
خوسيه تايرا هو لاعب كرة قدم برتغالي في مركز الوسط، ولد في 18 نوفمبر 1968 في لشبونة في البرتغال. شارك مع منتخب البرتغال لكرة القدم. أما مع النوادي، فقد لعب مع إستريلا دا أمادورا ونادي إشبيلية ونادي بيلينينسش ونادي سالامانكا ونادي فارنزي.

## وصلات خارجية
- خوسيه تايرا على موقع الاتحاد الدولي (مؤرشف)  (الإنجليزية)
- خوسيه تايرا على موقع قاعدة بيانات كرة القدم.إي يو (الإنجليزية)
- خوسيه تايرا على موقع ناشيونال فوتبول تيمز (الإنجليزية)